# Podob
Podob este o localitate din comuna Slovenske Konjice, Slovenia, cu o populație de 23 de locuitori.